# چارلز اکستل
چارلز اکستل (انگلیسی: Charles Axtell; ۲۹ ژانویهٔ ۱۸۵۹ – ۲۴ نوامبر ۱۹۳۲) تیرانداز اهل ایالات متحده آمریکا بود.
وی در مسابقات کشوری و بین‌المللی در مجموع برندهٔ ۱ مدال طلا شده‌است.